# Better Be Home Soon
Better Be Home Soon is een nummer van de Nieuw-Zeelandse/Australische band Crowded House uit 1988. Het is de eerste single van hun tweede studioalbum Temple of Low Men.
Het nummer is een rustige ballad. Het werd een top 10-hit in Australië, Nieuw-Zeeland en Canada. In zowel Australië als Nieuw-Zeeland, waar Crowded House vandaan komt, haalde het nummer de 2e positie. In de Nederlandse Top 40 haalde het een bescheiden 35e positie.

## NPO Radio 2 Top 2000
| Nummer met noteringen in de NPO Radio 2 Top 2000 | '09  | '10  | '11  | '12 | '13  |
| ------------------------------------------------ | ---- | ---- | ---- | --- | ---- |
| Better Be Home Soon                              | 1953 | 1486 | 1648 | -   | 1826 |

1. ↑  Een '-' betekent dat het nummer niet was genoteerd en een vetgedrukt getal geeft de hoogste notering aan.
2. ↑  2009 was het eerste jaar met een notering voor dit nummer.
3. ↑  Deze tabel is bijgewerkt tot en met de laatste editie (2024).